# Bad Milo!
Pour plus de détails, voir Fiche technique et Distribution.
Bad Milo! est un film américain réalisé par Jacob Vaughan, sorti en 2013.

## Synopsis
Un homme découvre qu'il a un démon dans ses intestins.

## Fiche technique
- Titre : Bad Milo!
- Réalisation : Jacob Vaughan
- Scénario : Benjamin Hayes et Jacob Vaughan
- Musique : Ted Masur
- Photographie : James Laxton
- Montage : David Nordstrom
- Production : Gabriel Cowan, Adele Romanski et John Suits
- Société de production : New Artists Alliance, Floren Shieh Productions et Duplass Brothers Productions
- Société de distribution : Magnet Releasing (États-Unis)
- Pays :  États-Unis
- Genre : Comédie horrifique
- Durée : 85 minutes
- Dates de sortie : 
  -  États-Unis : 29 août 2013

## Distribution
- Ken Marino : Duncan
- Gillian Jacobs : Sarah
- Mary Kay Place : Beatrice
- Claudia Choi : Jillian
- Toby Huss : Dr. Yeager
- Patrick Warburton : Phil
- Erik Charles Nielsen : Allistair
- Peter Stormare : Highsmith
- Kumail Nanjiani : Bobbi
- Steve Zissis : Dr. Yip / Milo (voix)
- Jake Broder : Bradley
- Jonathan Daniel Brown : Joey
- Nick Jaine : Abhilash
- Dee Baldus : Diane
- Diana Toshiko : Brittany
- Tisha French : Susan
- Stephen Root : Roger

## Accueil
Le film a reçu un accueil favorable de la presse spécialisée. Il obtient un score moyen de 62 % sur Metacritic.